# Montreal Alouettes
De Montreal Alouettes (of simpelweg de Alouettes) zijn een professioneel Canadian football-team uit Montreal (Quebec). Ze komen uit in de oostdivisie van de Canadian Football League (CFL).